# Золотой орёл (кинопремия, 2009)
Национальная премия «Золотой орёл» за 2008 год — кинопремия, присужденная в 2009 году Национальной Академией кинематографических искусств и наук России с целью поддержания отечественного кинематографа, сохранения культурной самобытности и основ национального кинопроизводства, поощрения и пропаганды лучших произведений российского и зарубежного киноискусства.
Торжественная церемония вручения Национальной премии в области кинематографии «Золотой орёл» за 2008 год прошла 23 января 2009 года в Первом павильоне «Мосфильма».
Лауреаты премии «Золотой орёл» за 2008 год были определены накануне проведения торжественной Церемонии прямым тайным голосованием членов и членов-корреспондентов Академии.

## Отбор номинантов
На соискание премии в 20 номинациях рассматривались:
- Отечественные кинофильмы [комм 1], впервые показанные в России в период с 1 ноября 2007 года по 31 октября 2008 года.
- Отечественные сериалы и телефильмы, первый показ которых был завершен в период с 1 сентября 2007 года по 31 августа 2008 года.
- Зарубежные кинофильмы, выпущенные в прокат на территории Российской Федерации в период с 1 ноября 2007 года по 31 октября 2008 года.

Для отбора номинантов был сформирован экспертный совет под председательством киноведа Кирилла Разлогова, которые в срок до 6 ноября 2009 года рассмотрели 114 игровых фильмов, а также неигровые фильмы, сериалы и телесериалы, и предоставили рекомендательные списки. По данным спискам путём тайного голосования членами Академии были проведен отбор номинантов. Пять фильмов были выбраны в номинации «Лучший фильм» и по три номинанта в во всех остальных номинациях.
Накануне торжественной церемонии был проведен второй этап тайного голосования для определения победителя в каждой из номинаций. Также, по решению Президиума Академии, вручена специальная премия «За выдающейся вклад в мировой кинематограф».

## Экспертный совет
В состав экспертный совет, сформированного для создания рекомендательных списков, входили:
- председатель Кирилл Разлогов — киновед
- Одельша Агишев — драматург
- Владилен Арсеньев — продюсер
- Эдуард Володарский — драматург
- Андрей Золотов — драматург, критик
- Лев Карахан — киновед
- Людмила Кусакова — художник
- Сергей Лаврентьев — киновед
- Сергей Лазарук — продюсер, киновед
- Александр Литвинов — продюсер
- Андрей Малюков — режиссёр
- Анатолий Прохоров — продюсер
- Лев Рошаль — кинодраматург, киновед
- Елена Русинова — звукорежиссёр
- Андрей Самсонов — представитель Департамента кинематографии Министерства культуры РФ
- Мария Соловьёва — оператор
- Вадим Юсов — оператор

## Список номинантов и лауреатов
★ Победители выделены отдельным цветом. 
| Номинация                                                   | Лауреаты и номинанты | Лауреаты и номинанты | Лауреаты и номинанты |
| ----------------------------------------------------------- | --- | --- | -------------------- |
| Лучший игровой фильм                                        | ★ «Дикое поле» продюсеры: Андрей Бондаренко, Михаил Калатозишвили, Сергей Снежкин; режиссёр: Михаил Калатозишвили                                                             | ★ «Дикое поле» продюсеры: Андрей Бондаренко, Михаил Калатозишвили, Сергей Снежкин; режиссёр: Михаил Калатозишвили                                    |                      |
| Лучший игровой фильм                                        | • «Адмиралъ» продюсеры: Джаник Файзиев, Анатолий Максимов, Дмитрий Юрков; режиссёр: Андрей Кравчук                                                                            | |                      |
| Лучший игровой фильм                                        | • «Бумажный солдат» продюсеры: Артем Васильев, Сергей Шумаков; режиссёр: Алексей Герман мл.                                                                                   | |                      |
| Лучший игровой фильм                                        | • «Все умрут, а я останусь» продюсеры: Дарья Хлёсткина, Игорь Толстунов; режиссёр: Валерия Гай Германика                                                                      | |                      |
| Лучший игровой фильм                                        | • «Исчезнувшая империя» продюсер: Карен Шахназаров; режиссёры: Карен Шахназаров, Сергей Симагин, Алла Верлоцки                                                                | |                      |
| Лучший телефильм или мини-сериал (до 10 серий включительно) | ★ «Диверсант 2: Конец войны» (8 серий) показ на Первом канале продюсеры: Джаник Файзиев, Анатолий Максимов, Константин Эрнст; режиссёр: Игорь Зайцев                          | ★ «Диверсант 2: Конец войны» (8 серий) показ на Первом канале продюсеры: Джаник Файзиев, Анатолий Максимов, Константин Эрнст; режиссёр: Игорь Зайцев |                      |
| Лучший телефильм или мини-сериал (до 10 серий включительно) | • «Преступление и наказание» (8 серий) показ на Первом канале продюсеры: Андрей Сигле, Дмитрий Светозаров; режиссёр: Дмитрий Светозаров                                       | |                      |
| Лучший телефильм или мини-сериал (до 10 серий включительно) | • «Танкер „Танго“» (6 серий) показ на РЕН-ТВ продюсеры: Рубен Дишдишян, Сергей Даниелян, Арам Мовсесян, Юрий Мороз; режиссёр: Бахтиер Худойназаров                            | |                      |
| Лучший телевизионный сериал (более 10 серий)                | ★ «'Ликвидация» (14 серий) показ на канале «Россия» продюсеры: Рубен Дишдишян', Сергей Даниелян, Арам Мовсесян, Юрий Мороз; режиссёр: Сергей Урсуляк                          | ★ «'Ликвидация» (14 серий) показ на канале «Россия» продюсеры: Рубен Дишдишян', Сергей Даниелян, Арам Мовсесян, Юрий Мороз; режиссёр: Сергей Урсуляк |                      |
| Лучший телевизионный сериал (более 10 серий)                | • «Апостол» (12 серий) показ на Первом канале продюсеры: Рубен Дишдишян, Сергей Даниелян, Арам Мовсесян, Юрий Мороз; режиссёры: Юрий Мороз, Николай Лебедев, Геннадий Сидоров | |                      |
| Лучший телевизионный сериал (более 10 серий)                | • «Капкан» (12 серий) показ на Первом канале продюсеры: Рубен Дишдишян, Сергей Даниелян, Арам Мовсесян, Юрий Мороз; режиссёр: Валерий Усков, Владимир Краснопольский          | |                      |
| Лучший неигровой фильм                                      | ★ «Гибель империи. Византийский урок» режиссёр: Ольга Савостьянова | ★ «Гибель империи. Византийский урок» режиссёр: Ольга Савостьянова                                                                                   |                      |
| Лучший неигровой фильм                                      | • «Анастасия» режиссёр: Виктор Лисакович | |                      |
| Лучший неигровой фильм                                      | • «Зелёный театр в Земфире» режиссёр: Рената Литвинова | |                      |
| Лучший анимационный фильм                                   | ★ «Колыбельные мира» (сезон 2008) режиссёр: Елизавета Скворцова | ★ «Колыбельные мира» (сезон 2008) режиссёр: Елизавета Скворцова                                                                                      |                      |
| Лучший анимационный фильм                                   | • «Дождь сверху вниз» режиссёр: Иван Максимов | |                      |
| Лучший анимационный фильм                                   | • «Приключения Алёнушки и Ерёмы» режиссёры: Георгий Гитис | |                      |
| Лучшая режиссёрская работа                                  | | ★ Карен Шахназаров за фильм «Исчезнувшая империя» |                      |
| Лучшая режиссёрская работа                                  | • Алексей Герман мл. за фильм «Бумажный солдат» | |                      |
| Лучшая режиссёрская работа                                  | • Алексей Учитель за фильм «Пленный» | |                      |
| Лучший сценарий                                             | | ★ Пётр Луцик', Алексей Саморядов' за фильм «Дикое поле»                                                                                              |                      |
| Лучший сценарий                                             | • Владимир Валуцкий, Зоя Кудря за фильм «Адмиралъ» | |                      |
| Лучший сценарий                                             | • Юрий Арабов за фильм «Юрьев день» | |                      |
| Лучшая женская роль в кино                                  | | ★ Ксения Раппопорт за роль Любови в фильме «Юрьев день»                                                                                              |                      |
| Лучшая женская роль в кино                                  | • Дарья Мороз за роль Настёны в фильме «Живи и помни» | |                      |
| Лучшая женская роль в кино                                  | • Чулпан Хаматова за роль Нины в фильме «Бумажный солдат» | |                      |
| Лучшая женская роль на телевидении                          | | ★ Ксения Раппопорт за роль Иды в телесериале «Ликвидация»                                                                                            |                      |
| Лучшая женская роль на телевидении                          | • Инга Стрелкова-Оболдина за роль Гели в телесериале «Громовы. Дом надежды»                                                                                                   | |                      |
| Лучшая женская роль на телевидении                          | • Полина Агуреева за роль Тони Царко в телесериале «Ликвидация» | |                      |
| Лучшая мужская роль в кино                                  | | ★ Константин Хабенский за роль Александра Колчака в фильме «Адмиралъ»                                                                                |                      |
| Лучшая мужская роль в кино                                  | • Олег Долин за роль Дмитрия Морозова в фильме «Дикое поле» | |                      |
| Лучшая мужская роль в кино                                  | • Данила Козловский за роль Бормана в фильме «Мы из будущего» | |                      |
| Лучшая мужская роль на телевидении                          | | ★ Владимир Машков за роль Давида Гоцмана в сериале «Ликвидация»                                                                                      |                      |
| Лучшая мужская роль на телевидении                          | • Владислав Галкин за роль Григория Калтыгина в сериале «Диверсант 2: Конец войны»                                                                                            | |                      |
| Лучшая мужская роль на телевидении                          | • Михаил Пореченков за роль Виталия Кречетова в сериале «Ликвидация» | |                      |
| Лучшая женская роль второго плана                           | | ★ Ирина Купченко за роль завуча Марии Васильевны в фильме «Розыгрыш»                                                                                 |                      |
| Лучшая женская роль второго плана                           | • Ксения Раппопорт за роль Инны Максимовны в фильме «Качели» | |                      |
| Лучшая женская роль второго плана                           | • Анна Михалкова за роль Надьки в фильме «Живи и помни» | |                      |
| Лучшая мужская роль второго плана                           | | ★ Армен Джигарханян за роль деда Сергея и Миши в фильме «Исчезнувшая империя»                                                                        |                      |
| Лучшая мужская роль второго плана                           | • Ираклий Мсхалаиа за роль Джамала в фильме «Пленный» | |                      |
| Лучшая мужская роль второго плана                           | • Дмитрий Дюжев за роль физрука Александра Ивановича в фильме «Розыгрыш» | |                      |
| Лучшая операторская работа                                  | ★ Алексей Родионов, Игорь Гринякин за фильм «Адмиралъ» | ★ Алексей Родионов, Игорь Гринякин за фильм «Адмиралъ»                                                                                               |                      |
| Лучшая операторская работа                                  | • Шандор Беркеши за фильм «Исчезнувшая империя» | |                      |
| Лучшая операторская работа                                  | • Олег Лукичев за фильм «Юрьев день» | |                      |
| Лучшая работа художника-постановщика                        | ★ Людмила Ромашко, Александр Кондратов, Татьяна Лаптева за фильм «Ликвидация»                                                                                                 | ★ Людмила Ромашко, Александр Кондратов, Татьяна Лаптева за фильм «Ликвидация»                                                                        |                      |
| Лучшая работа художника-постановщика                        | • Мария Турская, Александр Загоскин за фильм «Адмиралъ» | |                      |
| Лучшая работа художника-постановщика                        | • Сергей Коковкин, Эльдар Кархалев, Сергей Ракутов за фильм «Бумажный солдат»                                                                                                 | |                      |
| Лучшая работа художника по костюмам                         | ★ Мария Мордкович, Екатерина Гмыря, Наталья Стыцюк, Людмила Плетникова за фильм «Адмиралъ»                                                                                    | ★ Мария Мордкович, Екатерина Гмыря, Наталья Стыцюк, Людмила Плетникова за фильм «Адмиралъ»                                                           |                      |
| Лучшая работа художника по костюмам                         | • Елена Малич за фильм «Бумажный солдат» | |                      |
| Лучшая работа художника по костюмам                         | • Алла Оленева, Светлана Титова за фильм «Исчезнувшая империя» | |                      |
| Лучшая музыка к фильму                                      | ★ Алексей Айги за музыку к фильму «Дикое поле» | ★ Алексей Айги за музыку к фильму «Дикое поле» |                      |
| Лучшая музыка к фильму                                      | • Руслан Муратов, Глеб Матвейчук за музыку к фильму «Адмиралъ» | |                      |
| Лучшая музыка к фильму                                      | • Иван Бурляев за музыку к фильму «Мы из будущего» | |                      |
| Лучший монтаж фильма                                        | ★ Мария Сергеенкова за фильм «Мы из будущего» | ★ Мария Сергеенкова за фильм «Мы из будущего» |                      |
| Лучший монтаж фильма                                        | • Сергей Иванов за фильм «Бумажный солдат» | |                      |
| Лучший монтаж фильма                                        | • Глеб Никульский, Елена Андреева за фильм «Пленный» | |                      |
| Лучшая работа звукорежиссёра                                | ★ Александр Копейкин, Владимир Литровник за фильм «Адмиралъ» | ★ Александр Копейкин, Владимир Литровник за фильм «Адмиралъ»                                                                                         |                      |
| Лучшая работа звукорежиссёра                                | • Сергей Овчаренко за фильм «Все умрут, а я останусь» | |                      |
| Лучшая работа звукорежиссёра                                | • Кирилл Василенко за фильм «Пленный» | |                      |
| Лучший зарубежный фильм в российском прокате                | ★ «Нефть» (There Will Be Blood) · режиссёр: Пол Томас Андерсон · США | ★ «Нефть» (There Will Be Blood) · режиссёр: Пол Томас Андерсон · США                                                                                 |                      |
| Лучший зарубежный фильм в российском прокате                | • «Старикам тут не место» (No Country for Old Men) · режиссёры: Итан Коэн, Джоэл Коэн · США                                                                                   | |                      |
| Лучший зарубежный фильм в российском прокате                | • «Хэнкок» (Hancock) · режиссёр: Питер Берг · США | |                      |
| Специальные премии «Золотой орёл»                           | | ★ актриса Фэй Данауэй За выдающийся вклад в мировой кинематограф                                                                                     |                      |
| Специальные премии «Золотой орёл»                           | ★ актёр Алексей Петренко За честь и достоинство | |                      |

## Комментарий
1. ↑  Под «отечественным фильмом» понимается фильм, удовлетворяющий требованиям федерального закона от 22.08.1996 № 123-ФЗ «О государственной поддержке кинематографии Российской Федерации» и «Положению о национальном фильме» Министерства культуры Российской Федерации[1].